# アトレチコ・ソロカーバ
アトレチコ・ソロカーバ (ポルトガル語: Atlético Sorocaba) は、ブラジル・サンパウロ州ソロカーバを本拠地とするサッカークラブである。正式名称はクルーベ・アトレチコ・ソロカーバ (Clube Atlético Sorocaba) 。
クラブはCENEと同じく文鮮明の世界平和統一家庭連合に所有される。

## 歴史
1991年2月21日にバスケットボールクラブとして企業家ジョアン・カラカンテ・フィーリョによって創設された。1993年3月15日、CAバルセロナ (Clube Atlético Barcelona) およびエストラダ・デ・フェロ・ソロカバーナFC (Estrada de Ferro Sorocabana Futebol Clube) との合併を経て、アトレチコ・ソロカーバはサッカークラブとなった。
カンピオナート・ブラジレイロ・セリエCには1994・1995・1996・1997・1998・2002・2003・2004年に参戦した。最高成績は1996年の第3ステージ進出である。
2008年11月29日、コパ・パウリスタ決勝で相手側のホームであるエスタジオ・バロン・デ・セラ・ネグラにてキンゼ・デ・ピラシカーバを下して優勝した。同シーズンにはレコパ・スル＝ブラジレイラに出場した。準決勝でペロタスを2-0で下し、決勝でブルスケに1-0で敗れた。

## タイトル
- コパ・パウリスタ: 1回
  - 2008